# Something to Believe In
«Something to Believe In» es una canción que fue lanzado originalmente lanzado en una serie de sencillos llamados "Sire Single Version", la cual luego volvió a regrabarse para el álbum de estudio Animal Boy de Ramones lanzado en mayo de 1986. Existen un video de la canción en el cual la banda esta interpretándolo vivo. Fue compuesta por Dee Dee Ramone y Jean Beauvoir. La versión para "Sire Single Version" aparece como track 14 en el segundo CD del recopilatorio Ramones Anthology.. La canción también fue relanzada álbum recopilatorio Weird Tales of the Ramones de 2005 editado por Rhino/Warner Bros.
```
fue interpretada por 
The Pretenders
.
```

## Ramones Aid
"Something to Believe In" fue también la pista de fondo para un video musical llamado "Ramones Aid" que fue emitido con frecuencia en MTV. En el video los Ramones aparecen como personas que le dan dinero en beneficencia a la gente. Este video es una parodia de Hands Across America y contó con un logotipo de "Hands Across Your Face" la cual la visten varios artistas en diversos lugares y situaciones. Un gran número de personalidades aparecen en Ramones Aid, incluyendo Animotion, Afrika Bambaataa, Circle Jerks, John Doe y Exene Cervenka de X, The B-52's, Ron Mael y Russell Mael de Sparks, Ted Nugent, Spinal Tap, Weird Al Yankovic y The Untouchables. El video incluye imitadores del video de "We Are the World" de USA for Africa (Michael Jackson, Lionel Richie, y Cyndi Lauper). Las escenas de parodia en el video se superponen con las escenas raeles de "We Are the World" como ayuda. En la línea que dice "I just want something to believe in" (sólo quiero algo en que creer) se interpreta con frecuencia como burla al síndrome del verdadero creyente (true believers), cuya identidad consta de abrazar una causa.

## Premios
"Something to Believe In" fue nominado para el Premio New York City Music, para el mejor videoclip, pero fue superado por "Sledgehammer" de Peter Gabriel.

## Versión de Pretenders
Esta versión fue una de los últimas producciones de Johnny Ramone, la cual hizo poco antes de su muerte. Esta fue incluida en el álbum We're a Happy Family: A Tribute to the Ramones.